# Adelaide City FC
Adelaide City Football Club är en fotbollsklubb från Adelaide i Australien. Klubben spelar numera i South Australian Super League som är den högsta ligan i delstaten South Australia. De har tidigare spelat i National Soccer League (NSL) som då var den högsta ligan i Australien. Totalt spelade de 27 säsonger i NSL.